# Luca Marino
Luca Marino (* 17. März 2005 in Bad Säckingen) ist ein deutsch-italienischer Fußballspieler.

## Karriere

### Vereine
Marino wuchs im Landkreis Waldshut auf. Nach Juniorenstationen beim SV Eggingen, dem SC Lauchringen und dem FC Tiengen 08, bei dem er auch Futsal spielte, wechselte er in die Jugend des SC Freiburg. Für den Sport-Club kam er zu 15 Spielen in der B-Junioren-Bundesliga und 12 Spielen in der A-Junioren-Bundesliga, bei denen ihm insgesamt drei Tore gelangen. Marino kam dort auch zu seinem ersten Einsatz im Profibereich in der 3. Liga für die zweite Mannschaft seines Vereins, als er am 4. November 2023, dem 14. Spieltag, bei der 0:2-Auswärtsniederlage gegen Dynamo Dresden in der Startformation stand.

### Nationalmannschaft
Marino bestritt seit September 2023 sieben Spiele für die U19 des DFB, bei denen ihm bis jetzt zwei Tore gelangen, zuletzt gegen die U19 der Türkei.

## Erfolge
- Finalist im DFB-Pokal der Junioren 2023/24